# 西濱浩次
西濱 浩次（にしはま こうじ、1955年9月18日 -(69歳) ）は、日本の建築家。株式会社コンパス建築工房代表取締役。株式会社NINI取締役。日本建築家協会大阪地域会顧問。修成建設専門学校教育顧問。

## 略歴
- 1955年 大阪市生まれ
- 1978年 京都工芸繊維大学 住環境学科卒業
- 1978年 日本建設株式会社設計部
- 1985年 北村陸夫＋ZOOM計画工房
- 1987年 西濱建築事務所 設立
- 1993年 コンパス建築工房に改組
- 1996年 株式会社コンパス建築工房に改組
- 1986年 なんばデザイナー学院　非常勤講師(～1999)
- 2001年 京都工芸繊維大学　非常勤講師(～2018)
- 2007年（公社）日本建築家協会　住宅部会代表(～2009)
- 2016年（公社）日本建築家協会　大阪地域会会長(～2019)
- 2017年　修成建築専門学校 教育顧問
- 2017年　株式会社NINI　取締役
- 2018年　不動産取引業を開始（全日）

## メディア出演
2003年より、朝日放送製作・テレビ朝日系リフォーム番組「大改造!!劇的ビフォーアフター」に、「匠・三次元の冒険家」として8度出演している。
2003年1月19日放送の「トイレが玄関の家」で初出演。2004年10月17日の放送の「牛舎の家」では、「離島の家リフォームスペシャル」として放送された。
また2011年2月27日の放送では、「トイレが玄関の家」の施工主（依頼者）が隣家の空家を購入した上で、2軒を1軒につなげる再リフォーム依頼があり「隣の部屋に行けない家」として放送された。同一施工主（依頼者）による再リフォーム依頼は番組史上初である。
そして2024年3月10日の放送では、京都市にある清水焼の絵付け工房 兼 住宅「100歳の家」をリフォーム。100歳の母が長男夫婦と2頭の超大型犬と共に安心して同居が出来る住まい造りを実現した。

## 賞歴
- 1996年　大阪市ハウジングデザイン賞受賞
- 1997年　近畿建築士会hiroba賞受賞
- 2000年　大阪市ハウジングデザイン賞受賞
- 2001年　第4回あたたかな住空間デザインコンペ最優秀賞
- 2002年　第5回あたたかな住空間デザインコンペ入選
- 2004年　第6回あたたかな住空間デザインコンペ入賞
- 2004年　Residential Lighting Award 2004 住まいのあかりコンクール リフォームリニューアル賞
- 2004年　三井ホーム創立30周年設計競技優秀賞
- 2004年　三井ホーム「HOUSE OF THE YEAR 2002」優秀賞 堺の家
- 2004年　三井ホーム「HOUSE OF THE YEAR 2003」優秀賞 千里のコートハウス
- 2008年　「Residential Lighting Awards 2007 住まいのあかりコンクール」 インテリアコーディネート部門最優秀賞 超高層のスローライフ
- 2008年　TOTO「リモデルスタイル作品コンテスト2007」優秀賞 超高層のスローライフ
- 2008年　関西電力「E・家・くらし住まいの設計コンテスト2007」入賞 超高層のスローライフ
- 2008年　大阪経済大学エコリフォーム研究会最優秀賞 大阪経済大学エコリフォーム提案
- 2010年　住まいのリフォームコンクール入賞 ライオンズマンション新大阪改修
- 2011年　（社)大阪府建築士会『第3回建築人』奨励賞 森のアトリエ
- 2011年　「JCDデザインアワード2011」BEST100（入選）―白庭台幼稚園
- 2011年　「第45回SDA賞」サインデザイン奨励賞―白庭台幼稚園
- 2011年　「奈良県景観調和デザイン賞」知事賞 白庭台幼稚園
- 2011年　かんでん住まいの設計コンテスト入賞 森のアトリエ
- 2011年　ディスプレイデザイン賞2011」優秀賞 白庭台幼稚園
- 2011年　「One Show Design 2011」メリット賞 白庭台幼稚園
- 2012年　「第14回堺市景観賞」（建築物部門） 中村金物
- 2012年　第二十四回住まいのリフォームコンクール　堺のリフォーム
- 2014年　第三十一回住まいのリフォームコンクール優秀賞　姫路の家
- 2014年　第十七回木材活用コンクール第二部門賞[2]　大阪信愛女学院、現・大阪信愛学院
- 2016年　第8回建築人賞　建築人奨励賞　西光寺
- 2018年　大阪市ハウジングデザイン賞特別賞

## 代表作品
- コンパス京橋（大阪市、2012年）ワンルームマンション、1階はコンパス建築工房事務所
- U-FLAT（大阪市、1999年）
- U-SOHO（大阪市、2000年）
- 藤原台の家（神戸市、2001年）
- 井吹台の家（神戸市、2002年）
- トイレが玄関の家（大阪市、2002年）[3]
- 歪んだ家（大阪市、2003年）[4]
- 牛舎の家（壱岐市、2004年）[5]
- 超高層のスローライフ（大阪市、2007年）
- 森のアトリエ（加東市、2009年）
- 中村金物（堺市、2010年）
- 白庭台幼稚園（生駒市、2010年）
- 隣の部屋に行けない家（大阪市、2011年、「トイレが玄関の家」の再リフォーム）[6]
- 光が届かない学食 (大阪市、2013年、大阪信愛女学院、現・大阪信愛学院) [7]
- 姫路の古民家リフォーム（市川町、2013年）
- 西光寺（大阪市、2015年）
- 孫が遊びに行けない家（福岡市、2015年バットボーイズ大溝清人の実家リフォーム）[8]
- 平戸レストハウス（長崎県、2015年放送）
- HOSTEL NINI（京都市、2017年）
- 洗濯機を3台回す家（大阪市、2018年放送）[9]
- 西大和学園学生食堂（奈良県、2019年）
- 100歳の家（京都市、大改造劇的ビフォーアフター[テレビ朝日]にて2024年3月10日放送）